# Haploidia

Haploid sejtekben egy, diploid sejtekben kettő van mindegyik kromoszómából.

Ha a sejt egyetlen kromoszóma-készlettel rendelkezik, akkor haploid, ha két homológ kromoszóma-készlettel, akkor diploid sejtről beszélünk. Emberben a legtöbb sejt diploid (mert mindkét szülőtől örököltünk egy-egy kromoszóma-készletet), azonban az ivarsejtek, a spermium és a petesejt (oocyta) haploidok. A növények, ízeltlábúak, kétéltűek és hüllők egyes fajai tetraploidok, tehát ivarsejtjeikben kétszeres, testi sejtjeikben négyszeres kromoszóma-készletet hordoznak.
A haploid (görögül egyszerűt jelent) sejt minden kromoszómából egy kópiát tartalmaz.
A legtöbb gomba, néhány algafaj és a hangyák, méhek, darazsak hímjei mind haploid organizmusok. Ilyen esetben a monoploid jelző is használható.
Növények és egyes algafajok képesek váltani a haploid és diploid állapot között generációról generációra (alternation of generation). A legtöbb diploid élőlény haploid ivarsejtet termel, melyek a másik ivarsejttel létrehozzák a zigótát, a diploid sejtet. A meiózis során az ivarsejt prekurzorának kromoszómakészlete véletlenszerűen megfeleződik, létrehozva ezzel a haploid spermiumot vagy petesejtet. Haploid sejtekből áll még a páfrány előtelepe.